# Успеновка (Белогорский район)
В Амурской области также есть сёло Успеновка в Бурейском районе, Завитинском районе и Ивановском районе
Успе́новка — село в Белогорском районе Амурской области, Россия.
Образует Успеновский сельсовет.

## География
Село Успеновка стоит на правом берегу реки Белая, примерно в 20 км до впадения её в Зею.
Восточнее села Успеновка проходит линия ЗабЖД Благовещенск — Белогорск и автодорога областного значения Благовещенск — Белогорск.
Автомобильная дорога к селу Успеновка идёт на юг от Белогорска по автодороге Благовещенск — Белогорск (через село Пригородное), расстояние до райцентра — 50 км.

## Население
| 2002 | 2010 | 2011 | 2012 | 2013 | 2014 | 2015 |
| ---- | ---- | ---- | ---- | ---- | ---- | ---- |
| 593  | ↘449 | ↘446 | ↘417 | ↘392 | ↘378 | ↘366 |
| 2016 | 2017 | 2018 |      |      |      |      |
| ↘361 | ↘341 | ↘319 |      |      |      |      |

По данным переписи 1926 года по Дальневосточному краю, в населённом пункте числилось 212 хозяйств и 1124 жителя (552 мужчины и 572 женщины), из которых преобладающая национальность — украинцы (131 хозяйство).

## Инфраструктура
- Сельскохозяйственные предприятия Белогорского района.